# 물권
물권(物權, real right)은 특정한 물건을 직접 지배하여 이익을 얻을 수 있는 배타적 권리이다. 이 물권 중에 가장 기본적인 것이 소유권이다. 예를 들어 집에 대한 소유권은, 집이라는 물건에 대한 권리이므로 물권이 된다.
채권과 함께 물권은 오늘날 사유재산권의 중심이 되고 있다. 이 물건을 직접으로 이용할 수 있는 권리(물권)를 정하는 법률을 물권법이라 한다.
이하에서는, 주로 대한민국의 민법 상 물권에 대하여 기술한다.

## 물권의 성질
1. 물권은 '물건'에 대한 권리이므로 '사람'에 대한 권리(채권)보다도 많이 보호된다. '물건'은 하나의 유체물(有體物)임을 전제로 하지만 권리 그 자체(예；權利質의 경우)나 집합물(예；각종의 財團抵當의 경우) 등도 물권의 목적물로 되는 수가 있다.
2. 물권은 '직접'적인 권리이므로 물건을 사용하는 경우, 물권을 가지고 있는 자의 행위를 기다릴 필요가 없다. 그런데 채권관계로 물건을 이용하는 데는 물권을 갖고 있는 자의 인도라는 행위가 필요하다(간접적인 권리).
3. 물권은 '지배'권이므로 타인의 행위를 '청구'하는 경우의 채권과 달라 물건의 이용을 방해하는 타인의 간섭을 배제할 수 있다(→ 排他性).[1]

### 물권과 채권의 비교
| 물권                                                | 채권                                                               |
| --------------------------------------------------- | ------------------------------------------------------------------ |
| 강행법규성                                          | 임의법규성                                                         |
| 대물권: 물건을 객체로 하는 재산권                   | 대인권: 특정인의 행위를 객체로 하는 재산권                         |
| 배타적 권리                                         | 배타성 없음                                                        |
| 절대권                                              | 상대권                                                             |
| 직접성                                              | 간접성                                                             |
| 법률 또는 관습법에 의하지 않고는 임의로 창설 불가능 | 계약자유의 원칙이 인정되어 당사자의 자유로운 의사에 의해 창설 가능 |

## 종류

### 물권법정주의
물권법정주의(物權法定主義)란 법률에 규정이 있는 물권만이 허용된다고 하는 원칙이다. 민법 (민법 185조)는 물권은 법률(민법 기타의 법률) 또는 관습법에 의하는 외에는 임의로 창설하지 못한다고 규정함으로써 물권법정주의를 선언하고 있다. 그 결과 채권법에서와 같이 계약자유의 원칙이 인정되지 않는다.

### 물권의 종류와 분류

#### 민법상 물권
대표적인 물권의 종류로서는 점유권·소유권·지상권·지역권·전세권·유치권·질권·저당권의 8가지를 들 수 있다. 이러한 물권은 그 성질에 따라 크게 점유권과 본권으로 나눌 수 있으며, 본권은 다시 소유권과 제한물권으로 나뉘고, 제한물권은 다시 용익물권과 담보물권으로 나뉜다.
점유권은 본권의 유무와 관계 없이 점유라는 사실 자체만으로 그 점유의 주체에게 일정한 법적 효과를 부여하는 것이다. 점유권은 물건을 현실로 소지하는 상태를 보호하는 권리로, 훔친 물건을 가지고 있어도 일단 '자기의 물건이다'라고 할 수 있다.
소유권은 소유의 목적이 되는 물건을 전면적으로 지배할 수 있는 권리로서, 소유권자는 소유의 목적물을 사용하고 수익하며 처분할 수 있는 권리를 가진다.
제한물권(制限物權) 혹은 타물권(他物權)은 소유권과 비교하여, '타인'이 소유한 물건 위(자기 물건 위라도 좋다)에 존재하고 그 소유권을 '제한'하는 물권으로서, 목적물이 가지는 가치의 일부분만을 지배할 수 있는 권리이다. 제한물권은 목적물의 사용가치를 지배하고 타인의 토지를 이용하기 위한 제한물권(用益物權)인 용익물권과 목적물의 교환가치를 지배하여 타인의 물건을 채권의 담보로 제공하는 것을 목적으로 하는 제한물권(擔保物權)인 담보물권으로 구별된다. 지상권·지역권·전세권이 용익물권에 속하며, 유치권·질권·저당권이 담보물권에 속한다.

#### 특별법상 물권
민법(일반법)에 대한 특별법으로 정해진 물권이다. ⑴ 상법상의 물권(담보물권)으로는 상사유치권(商事留置權)(상 58조, 91조, 111조)·상사질권(商事質權)(상 59조)·회사 사용인의 우선변제권(상 468조, 583조)·선박채권자의 우선특권(상 861조)·선박저당권(상 871조)이 있다. ⑵ 기타의 특별법상의 물권으로는 광업권(광 12조)·어업권(수산 24조)·입어권(入漁權)(수산 40조)·공장재단저당권(공저 14조)·광업재단 저당권(광저 5조)·자동차 저당권(자저 3조)·항공기 저당권(항저 3조 이하) 등이 있다

## 물권의 효력
물권을 가지고 있는 자에게는 채권 기타의 권리의 경우와 달리 강력한 효력이 부여되어 있다. 물권의 효력은 소유권·제한물권 등과 같은 물권의 종류에 따라 각기 다소의 차이가 있으나 여기서는 모든 물권에 공통되는 일반적인 효력에 대해서 기술한다. 물권은 '물건'을 이용하기 위한 '직접'적인 '지배'권이므로 그것을 침해하는 외부로부터의 힘을 배제할 수 있다. 그 물권의 효력으로는 첫째로 시간적으로 먼저 성립한 물권이 나중의 물권보다 우선하는 효력이나 물권이 채권보다 우선하는 효력(우선적 효력), 둘째로 물권이 타인의 간섭을 배척하는 성격(배타성), 셋째로 물권의 방해를 배제하는 권리(물권적 청구권)가 문제로 된다.

### 우선적 효력

##### 물권 상호간의 우선적 효력
같은 물건 위에 성립하는 물권 상호간에 있어서는, 시간적으로 먼저 성립한 물권이 나중에 성립한 물권에 우선한다.

##### 채권에 우선하는 효력
1. 원칙: 어떤 물건에 관하여 물권과 채권이 성립하는 경우에는, 그 성립의 선후와는 관계없이, '물권이 채권에 우선'한다. 채권은 채무자의 행위를 통하여 간접적으로 물건 위에 지배를 미치는 권리이기 때문이다.
2. 예외: (1) 부동산물권의 변동을 청구하는 채권은 가등기를 갖추고 있으면 물권에 우선하는 효력이 인정된다[3]. (2) 부동산임차권이 공시방법(등기)을 갖추고 있는 때에는 그 후에 성립하는 물권에 우선한다. 또한 임차권이 주택임대차보호법이나 상가건물임대차보호법에 의한 대항요건을 갖춘 경우에도 같다. (3) 근로기준법상의 임금우선채권, 임대차에서의 소액보증금에 대한 우선특권 등, 법률이 특별한 이유로 일정한 채권에 대하여 저당권 등의 물권에 우선하는 효력이 있다.
3. 사례: 물건에 대해 물권을 가지는 자는 채권자가 파산 또는 강제집행을 할 경우 일반채권자에 우선한다. 소유권을 가지는 자는 환취권을 행사하거나 강제집행의 경우 제3자 이의의 소를 제기할 수 있다.

##### 추급효
물권의 일반적 효력으로 추급효를 드는 견해도 있으나 이는 우선적 효력이나 물권적 청구권의 행사에 의해 실현되는 것으로 통설은 추급효를 별개의 독립한 물권의 일반적 효력으로 다루지 않는다.

## 물권의 변동
대한민국 · 일본 · 중국에 있어서, ‘물권의 변동’이란 물권의 발생 · 변경 · 소멸을 총칭하는 개념이고, 물권의 주체의 입장에서 본다면 물권의 득실(취득 · 변경 · 소멸) 및 변경을 뜻한다.

## 같이 보기
- 물권법
- 물권행위
- 채권

## 참고 문헌
- 이상태, 《물권법》 법원사, 2009. ISBN 978-89-91512-42-9